# Tigré jezik
Tigré jezik (tigrayit, khasa, xasa, ḫāṣiyah; ISO 639-3: tig), jezik sjevernoetiopske podskupine etiopskih jezika, kojim govore pripadnici naroda Tigre. Oko 1 050 000 ljudi (2006) u Eritreji i nepoznat broj uz obalu Crvenog mora između Tokara i Eritreje u Sudanu.
Tigré je srodan jeziku tigrinja, a govori ga još nekoliko etničkih skupina, a kao drugi jezik rabi ga i pleme Tukrir čije je porijeklo iz Nigerije.
Prema nekima Tigre su direktni potomci govornika jezika Geez [gez]. Dijalekt: mansa’ (mensa).

## Glasovi
33: b tD tD' dD k k' g ts' tS tS' dZ f s z S Z H 9 m nD l r ? h a+: "@ 3 u: "o: j w i: "e:

## Vanjske poveznice
- Ethnologue (14th)
- Ethnologue (15th)